# Klassieke mechanica
De klassieke mechanica, ook wel Newtoniaanse mechanica genoemd, is de vorm, waarin de mechanica sinds  Isaac Newton wordt beschreven. De klassieke mechanica is een onderdeel van de natuurkunde. Newton postuleerde zijn drie wetten van de mechanica en daarmee maakte hij het mogelijk de wiskunde in de natuurkunde te gebruiken. Later is op het werk van Newton voortgebouwd door onder anderen Joseph-Louis Lagrange en William Rowan Hamilton. 
De klassieke mechanica is van toepassing in 'alledaagse' situaties. Totdat Albert Einstein met de relativiteitstheorie kwam, gingen natuurkundigen ervan uit, dat met de klassieke mechanica de beweging van voorwerpen accuraat werd beschreven. Vanaf het begin van de 20e eeuw bleek de klassieke mechanica niet meer toereikend te zijn om alle waarnemingen te verklaren. Fundamentele uitbreiding bleek nodig met de relativiteitstheorie en de kwantummechanica. De klassieke mechanica geldt alleen wanneer er sprake is van snelheden die klein zijn ten opzichte van de lichtsnelheid, wanneer de zwaartekracht niet abnormaal sterk is en wanneer het gedrag van de materie op atomaire schaal is te verwaarlozen. In het dagelijks leven voldoet de klassieke mechanica dus nog wel.
Zie het artikel over mechanica voor een samenvatting van de geschiedenis van de klassieke mechanica.

## Invalshoeken van de mechanica
Bij de bestudering van de mechanica, kunnen we 4 verschillende invalshoeken onderscheiden:
- Dynamica
- Kinematica
- Statica
- Sterkteleer

Ook wordt wel gedifferentieerd naar de grondslagen: de wetten van Newton, de Wet van behoud van impuls en van het impulsmoment.

### Dynamica
De dynamica bestudeert de werking van krachten op lichamen, en de invloed die deze krachten hebben op de beweging van het lichaam. Tot het onderzoeksgebied van de dynamica horen bijvoorbeeld:
- impuls of stoot
- botsing
- massa-veersystemen

### Kinematica
De kinematica of bewegingsleer bestudeert de beweging van lichamen. Het gaat om de plaats en snelheid van een lichaam in ruimte en tijd en de veranderingen daarin.
Als men de lichamen als puntmassa beschouwt kan er onderscheid worden gemaakt in verschillende soorten speciale bewegingen:
- Eenparige beweging: het lichaam beweegt met constante snelheid
- Eenparig versnelde beweging: het lichaam ondergaat een constante versnelling
- Niet-eenparige beweging: de snelheid verandert, de versnelling is niet constant

Men kan ook de beweging van het lichaam zelf bestuderen, dan komt men tot bijzondere bewegingen onder meer de rotatie, translatie en de vlakke beweging
De kinematica houdt zich niet bezig met de oorzaken en de gevolgen van die bewegingen: dat is het terrein van de dynamica.

### Statica
Statica, evenwichtsleer of weegkunde houdt zich bezig met het evenwicht van lichamen die onderhevig zijn aan krachten. De statica onderzoekt bijvoorbeeld het krachtenspel in een brug, een gebouw, of een hijskraan.

### Sterkteleer
In de sterkteleer wordt gekeken naar de materiaaleigenschappen en de belastingen. Belangrijke termen binnen de sterkteleer zijn sterkte, stijfheid en stabiliteit. De sterkteleer legt een verbinding tussen materiaalkunde en de bovengenoemde onderdelen uit de mechanica.
In de sterkteleer worden de lichamen niet meer principieel als vormvast beschouwd. Dit in tegenstelling tot vorige invalshoeken, waar de lichamen tenminste als vormvaste onderdelen behandeld worden. Daarom wordt de sterkteleer door sommigen niet als een onderdeel van de klassieke mechanica beschouwd.

## Basisbegrippen

### Plaats, snelheid en versnelling
De ruimte die door de klassieke mechanica gebruikt wordt is de driedimensionale Euclidische ruimte. Met 'driedimensionaal' wordt bedoeld dat drie coördinaten nodig en voldoende zijn om een willekeurige locatie aan te geven; met 'Euclidisch' wordt bedoeld dat de ruimte 'vlak' is, dat wil zeggen dat ze niet, zoals in de algemene relativiteitstheorie, gekromd is; de axioma's van de Euclidische meetkunde zijn van toepassing.
Het symbool {\displaystyle {\vec {r}}}, een vector met drie componenten, wordt gebruikt om een positie aan te duiden. Verder is er sprake van een tijd, aangegeven met het symbool {\displaystyle t}, die voor alle waarnemers op dezelfde manier verloopt, onafhankelijk van hun snelheid of positie in de ruimte.
De snelheid {\displaystyle {\vec {v}}} van een voorwerp is de mate waarin zijn positie in de loop van de tijd verandert. Preciezer gezegd: de snelheid is de afgeleide van de positie naar de tijd:
{\displaystyle {\vec {v}}={\frac {\mathrm {d} {\vec {r}}}{\mathrm {d} t}}}
De mate waarin de snelheid in de loop van de tijd verandert wordt de versnelling genoemd en aangegeven met het symbool {\displaystyle {\vec {a}}}. De versnelling is gedefinieerd als
{\displaystyle {\vec {a}}={\frac {\mathrm {d} \mathbf {v} }{\mathrm {d} t}}}
Voor roterende bewegingen zijn de hoeksnelheid en de hoekversnelling respectievelijk gedefinieerd als
{\displaystyle \omega ={\frac {\mathrm {d} {\varphi }}{\mathrm {d} t}}} en {\displaystyle \alpha ={\frac {\mathrm {d} \omega }{\mathrm {d} t}}} met {\displaystyle \varphi } de "afgelegde hoek"

### Massa, kracht en impuls
Alle voorwerpen hebben een massa, die meestal aangegeven wordt met {\displaystyle m}. De massa van een voorwerp is een maat voor de kracht die nodig is om het voorwerp een bepaalde versnelling te geven. Kracht, massa en snelheid zijn gerelateerd volgens de tweede wet van Newton:
{\displaystyle F={\frac {\mathrm {d} }{\mathrm {d} t}}(m\,v)}
In het vaak voorkomende geval dat de massa onafhankelijk is van de tijd kunnen we de tweede wet van Newton ook schrijven als
{\displaystyle F=m\,a}
De massa is overigens niet altijd onafhankelijk van de tijd; bij de lancering van een raket verliest de raket massa door de verbranding van brandstof. In zo'n geval kan de vereenvoudigde formule {\displaystyle F=m\,a} niet gebruikt worden.
De grootheid {\displaystyle mv} wordt de impuls genoemd en geschreven als {\displaystyle p}. Een derde manier om de tweede wet van Newton te schrijven is dus
{\displaystyle F={\frac {\mathrm {d} p}{\mathrm {d} t}}}

### Arbeid en energie
Wanneer een voorwerp door een kracht beïnvloed wordt, verandert niet alleen de impuls maar (meestal) ook de energie van het voorwerp. De energie {\displaystyle E} is de som van kinetische energie {\displaystyle E_{\text{kin}}} en potentiële energie {\displaystyle E_{\text{pot}}}:
{\displaystyle E=E_{\text{kin}}+E_{\text{pot}}}
De kinetische energie, ook wel bewegingsenergie genoemd, is gedefinieerd als
{\displaystyle E_{\text{kin}}={\tfrac {1}{2}}mv^{2}}
met {\displaystyle m} de massa en {\displaystyle v} de grootte van de snelheid (soms vaart genoemd). De kinetische energie voor een roterende beweging, is gedefinieerd als
{\displaystyle E_{\text{kin}}={\tfrac {1}{2}}I\omega ^{2}}
met {\displaystyle I} het traagheidsmoment en {\displaystyle \omega } de grootte van de hoeksnelheid (rad/s). De potentiële energie is het deel van de energie dat afhangt van de positie van het voorwerp. Zo zijn er bijvoorbeeld zwaarte-energie {\displaystyle E_{\text{z}}=mgh}, met {\displaystyle g} de zwaartekrachtsversnelling, en veerenergie {\displaystyle E_{\rm {veer}}={\frac {k\cdot u^{2}}{2}}}, met {\displaystyle k} de veerconstante en {\displaystyle u} de uitwijking van de veer. In tegenstelling tot voor de kinetische energie is er voor de potentiële energie geen algemeen geldende formule.
De verandering van de energie van een voorwerp wordt beschreven met behulp van het begrip arbeid, genoteerd als {\displaystyle W}. Dit is het product van de op het voorwerp werkende kracht vermenigvuldigd met de afstand {\displaystyle \Delta x} waarover het voorwerp in de richting van die kracht verplaatst wordt:
{\displaystyle W=F\cdot \Delta x}
Als het voorwerp over een traject {\displaystyle T} wordt verplaatst, terwijl de kracht niet overal op dit traject gelijk is, moeten we dit als een integraal schrijven:
{\displaystyle W=\int _{T}{\vec {F}}(x)\cdot \mathrm {d} {\vec {x}}}
waarbij {\displaystyle \cdot } staat voor het scalair product tussen kracht en verplaatsing.
We noemen {\displaystyle F} een conservatieve kracht als de verrichte arbeid niet afhangt van het gekozen traject, maar alleen van het begin- en eindpunt. Het verband tussen arbeid en energie is
{\displaystyle W=\Delta E,}
waarin {\displaystyle \Delta E=E_{\text{eind}}-E_{\text{begin}}} het verschil in energie tussen begin- en eindtoestand is.

## Behoudswetten
Een belangrijk begrip in de mechanica (en in de natuurkunde in het algemeen) is dat van een behouden grootheid. De bekendste voorbeelden hiervan zijn behoud van energie en behoud van impuls. In de moderne natuurkunde volgt het behouden zijn van deze grootheden uit bepaalde symmetrieën: als een systeem invariant is onder het toepassen van een continue transformatie (bijvoorbeeld: translatie, rotatie) in de vierdimensionale ruimtetijd, dan is er een behouden grootheid die geassocieerd is met deze symmetrie. Dit feit staat bekend als de stelling van Noether. De symmetrieën en behouden grootheden die in de klassieke mechanica een rol spelen zijn:
- Invariantie onder translatie in de tijd: behoud van energie.
- Invariantie onder translatie in de ruimte: behoud van impuls.
- Invariantie onder rotaties in de ruimte: behoud van impulsmoment.

Deze behoudswetten maken het mogelijk om uitspraken te doen over processen zoals botsingen, waarbij we bijvoorbeeld door de in- en uitgaande energie en impuls gelijk te stellen kunnen berekenen wat de situatie na afloop van het proces is zonder de precieze details van alle interacties te kennen.
Het Hamiltonformalisme is een wiskundige formulering van de mechanica waarin behoudswetten een belangrijke plaats innemen. Een willekeurige fysische grootheid {\displaystyle G(q,p)} van de positie {\displaystyle q} en de impuls {\displaystyle p} in een systeem waarin de Hamiltoniaanse energiefunctie {\displaystyle H(q,p)} constant is, is slechts behouden (oftewel ook constant) als haar Poisson-haak met die Hamiltoniaan gelijk is aan nul:
{\displaystyle \left\{G,H\right\}={\frac {\partial G}{\partial q}}{\frac {\partial H}{\partial p}}-{\frac {\partial H}{\partial q}}{\frac {\partial G}{\partial p}}=0}
Men zegt van een dergelijke functie {\displaystyle G} dat die commuteert met de Hamiltoniaan.

## Grenzen
Veel alledaagse verschijnselen kunnen voldoende nauwkeurig worden beschreven met klassieke mechanica. Er zijn echter ook verschijnselen die niet of onvoldoende kunnen worden verklaard. In deze gevallen wordt de klassieke mechanica vervangen door nauwkeurigere theorieën, zoals de speciale relativiteitstheorie of de kwantummechanica. Bekende effecten die niet zijn te verklaren met klassieke mechanica zijn het foto-elektrisch effect, het Compton-effect en de zwarte stralers